# Asaf-ud-Daula

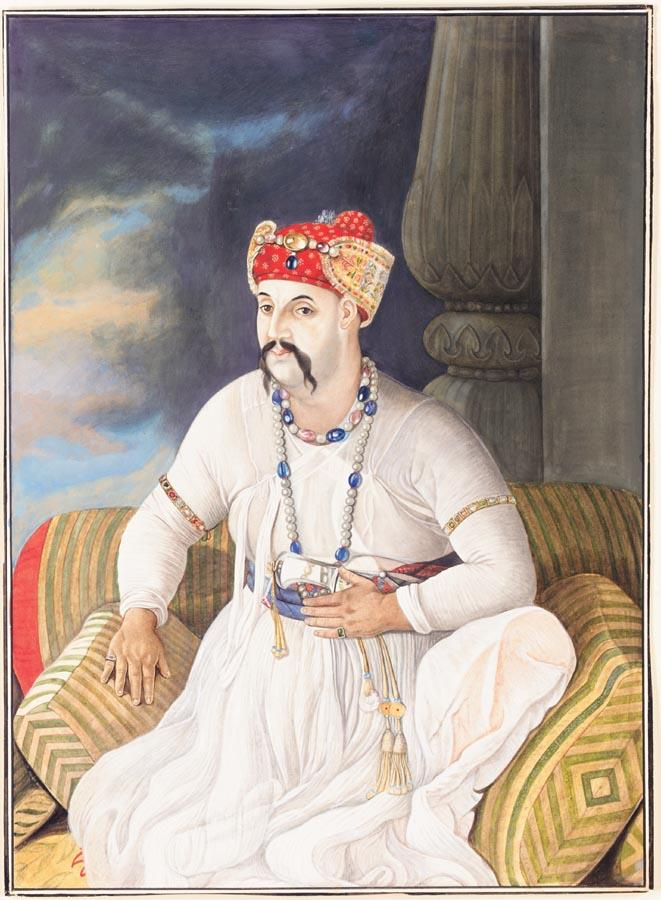
Olieverfportret van Asaf-ud-Daula door Johann Zoffany (1733-1810).

Asaf-ud-Daula (Urdu: آصف الدولہ) (Faizabad, 23 september 1748 - Lucknow, 21 september 1797) was nawab van Avadh, een staat in het noorden van Voor-Indië, van 1775 tot zijn dood in 1797. Hij was de opvolger van zijn vader Shuja-ud-Daula en werd zelf opgevolgd door zijn adoptiezoon Wazir Ali Khan. In tegenstelling tot zijn vader was Asaf-ud-Daula weinig geïnteresseerd in politiek. Hij verplaatste zijn hoofdstad van Faizabad naar Lucknow. In de laatste stad liet hij vele moskeeën, paleizen en parken aanleggen, en aan zijn hof verbleven kunstenaars die een eigen stijl ontwikkelden, typisch voor Avadh.

## Levensloop

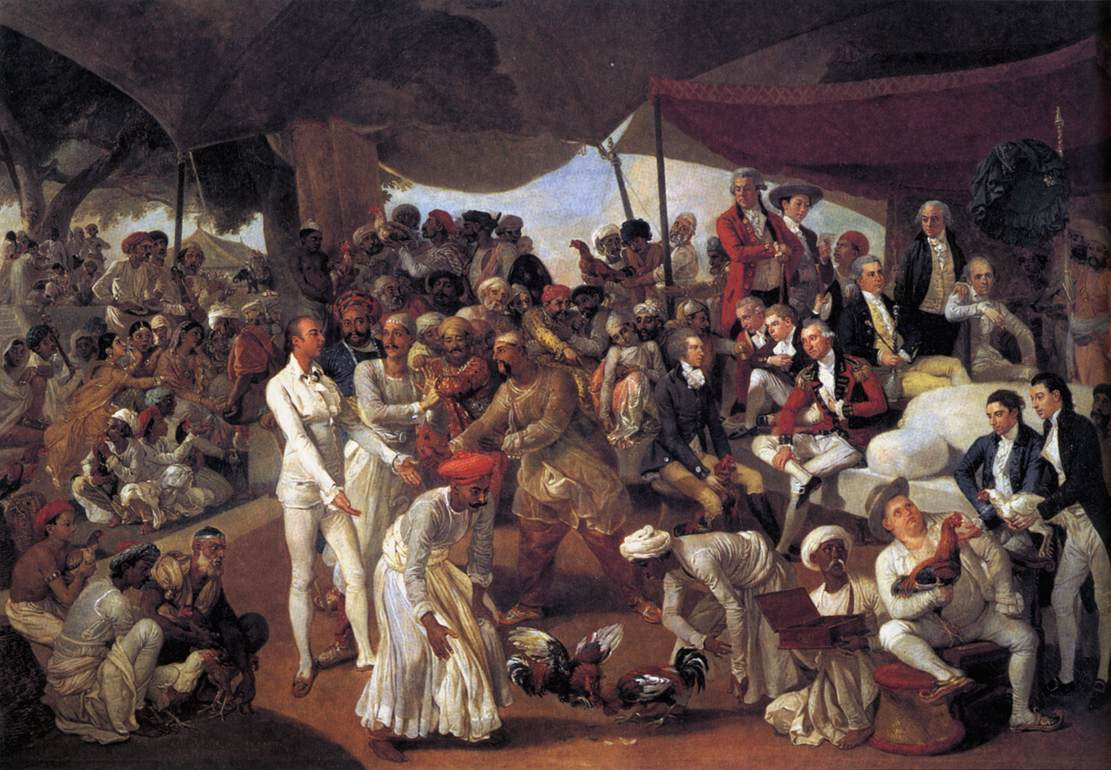
Een legendarisch geworden hanengevecht tussen de nawab en de Britse kolonel Mordaunt. Olieverfdoek door Johann Zoffany, 1784-1786.

Asaf-ud-Daula werd geboren in 1748. Als oudste zoon van de nawab van Avadh ontbrak het hem aan niets. Shuja-ud-Daula gaf zijn zoon de best denkbare opleiding om hem klaar te maken voor de opvolging. Hoewel vader en zoon uiterlijk op elkaar leken, was Asaf-ud-Daula echter in veel opzichten het tegengestelde van zijn vader. Hij bleek niet erg ambitieus als het op het landsbestuur of militaire kunde aankwam. Op latere leeftijd ontwikkelde hij echter een grote belangstelling voor kunst en wetenschap. Na de Slag bij Buxar in 1764 was zijn vader gedwongen een overeenkomst met de Britten te tekenen, die van Avadh een vazalstaat maakte. Aan het hof werd een Britse resident aangesteld, die ervoor moest waken dat de nawab niets ondernam dat de Britten niet zinde.
Vrijwel direct na zijn troonsbestijging in 1775 verplaatste Asaf-ud-Daula de hoofdstad van Faizabad naar Lucknow. In veel opzichten was hij voor de Britten de ideale vazal. Het rijke Avadh bracht genoeg geld op om de nawab de kans te geven een ongekend luxueus hofleven te leiden. Hij patroniseerde kunstenaars en theologen, maar was onverschillig ten opzichte van politieke problemen en bemoeide zich niet met de expansie van de Britse macht over het noorden van India.

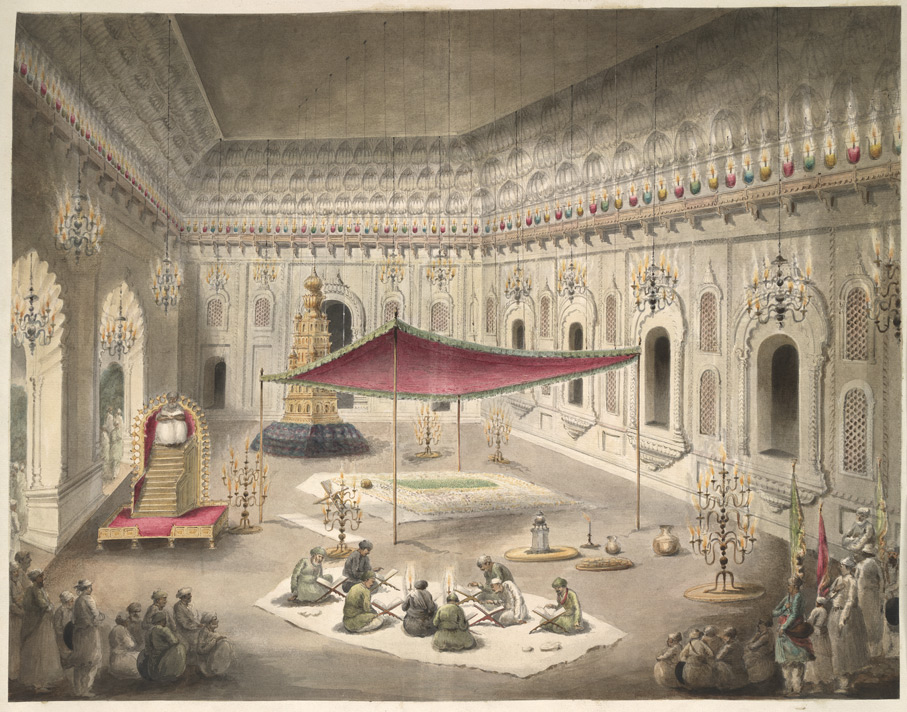
Het simpele graf van Asaf-ud-Daula in de Asafi Imambara. De nawab ligt onder een laken begraven, overdekt door een met vier stokken omhoog gehouden doek. Aquarel door Seeta Ram, rond 1814.

Asaf-ud-Daula begon een grootschalig bouwprogramma in Lucknow, met kennelijk als doel de Mogolarchitectuur van Delhi, Lahore en Agra te overtreffen. Nog steeds vormen de moskeeën en paleizen die hij liet bouwen de belangrijkste toeristische trekpleisters van de stad. Bijzonder daarbij is dat de nawab tot de Perzisch-sjiitische minderheid behoorde. Dit komt tot uiting in de architectuur van Lucknow.
Politieke zaken liet hij vrijwel geheel over aan zijn viziers. Toen er bijvoorbeeld een opstand onder zijn soldaten (sepoys) uitbrak in 1776 was hij niet geïnteresseerd in het lezen van de rapporten. Hij liet de bestraffing van de muiters geheel over aan zijn ondergeschikten. Liever stortte de nawab zich in het hofleven. Hij liet regelmatig feesten en jachtpartijen organiseren. Ter vermaak hield hij met Britse officieren hanengevechten.
Dat wil niet zeggen dat de nawab ongevoelig was voor de noden van zijn bevolking. In 1784 heerste een grote hongersnood in het noorden van India. De nawab liet in dat jaar ter werkverschaffing een grote imambara (sjiitische gebeds- en discussiehal) bouwen, die naar hem de Asafi Imambara genoemd is. Dit gebouw is tegenwoordig een van de landmarks van Lucknow. Ook financierde Asaf-ud-Daula de aanleg van een kanaal bij de sjiitische heilige stad Najaf (in het tegenwoordige Irak), om de bevolking van die stad te helpen.
Asaf-ud-Daula werd na zijn dood in 1797 in de Asafi Imambara begraven. Hij werd opgevolgd door Wazir Ali Khan, zijn adoptiezoon. Ondanks een harem met 500 vrouwen had Asaf-ud-Daula zelf namelijk geen kinderen, een feit dat tot de suggestie heeft geleid dat hij mogelijk homoseksueel was. Wazir Ali Khan zou slechts kort op de troon zitten en door de Britten worden vervangen door Asaf-ud-Daula's broer Saadat Ali Khan.